# Mamadou Danso
Mamadou Danso (Serekunda, 27 aprile 1983) è un ex calciatore gambiano, di ruolo difensore.

## Carriera

### Nazionale
Tra il 2011 ed il 2019 ha segnato complessivamente 3 reti in 20 presenze nella nazionale gambiana.